# Gema Amor Pérez
Gema Amor Pérez (n, Benidorm, provincia de Alicante, 9 de octubre de 1972) es una política y empresaria valenciana del Partido Popular y posteriormente del Centro Democrático Liberal.
Ha sido Consejera de Agricultura, Pesca y Alimentación (2003-2004) y Consejera de Cooperación y Participación de la Generalidad Valenciana (2004-2007) y Directora del Patronato Turismo Costa Blanca concejala independiente en las listas del CDL en el Ayuntamiento de Benidorm. Actualmente es Presidenta de Turismo de la Cámara de Comercio de Alicante

## Biografía
Licenciada en Derecho por la Universidad de Alicante en el año 1995 y ha obtenido un máster en política territorial y urbanismo en la Universidad Carlos III de Madrid en el año 1996.

### Carrera política
Gema Amor, se inició en la política en mayo de 2000 como Directora de la Sociedad Parque Temático de Alicante. En el periodo 2001-2003 fue Directora de Grandes Proyectos de la Generalidad Valenciana y se elegida diputada en las Cortes Valencianas en las Elecciones Autonómicas de 2003.

### Consejera
El Presidente de la Comunidad Valenciana Francisco Camps la nombra consejera de Agricultura, Pesca y Alimentación, sustituyendo a María Angeles Ramón-Llindesde el día 21 de junio de 2003 hasta que el 27 de agosto de 2004 abandonó este cargo sustituido por Juan Cotino Ferrer, para encargarse de la Conselleria de Participación y Cooperación que fue un cargo nuevo que Gema Amor ocupó como primera titular desde el día 27 de agosto de 2004 hasta el 29 de junio de 2007, siendo sustituida por Rafael Blasco.
Posteriormente Gema Amor, renovó el acta de diputada en las Cortes Valencianas a las Elecciones a las Cortes Valencianas de 2007, compaginándolo con los trabajos de concejala en el Ayuntamiento de Benidorm y con la dirección del Patronato de Turismo de la Diputación de Alicante, presidida por José Joaquín Ripoll.

## Abandono del PPCV
Gema Amor ha destacado por su mala relación con el presidente del Partido Popular de la Comunidad Valenciana (PPCV) y Presidente de la Generalidad Valenciana Francisco Camps y su filiación al sector zaplanista del PPCV.
Tras haber finalizado la VII Legislatura de la Comunidad Valenciana, abandonó su cargo como diputada en las Cortes Valencianas y abandonó el partido en abril de 2011, alegando falta de democracia interna y los continuos casos de corrupción que asolaban al PP.

## Gobierno en Benidorm
Gema Amor, tras la moción de censura que apartó a Manuel Pérez Fenoll de la alcaldía en 2009, intentó ser la candidata la alcaldía de Benidorm en 2011 por votación del Comité Electoral Local. Decisión que fue desautorizada por el propio Francisco Camps, lo que motivó su abandonado de la siglas del PP, por no respetar la decisión de las bases del PP y falta de democracia interna, presentando una lista electoral encabezada por ella misma bajo la marca de Centro Democrático Liberal (CDL) en las Elecciones municipales l de 2011. 
El CDL consiguió tres concejales convirtiéndose clave para la gobernabilidad del consistorio benidormense, rompiendo el bipartidismo PP-PSOE.
En agosto de 2012 y motivada por la profunda crisis económica e inestabilidad política alcanzó un pacto de gobierno con el entonces alcalde de Benidorm, el socialista Agustín Navarro, convirtiéndose en Primera Teniente alcalde y concejala de Turismo.
En las Elecciones municipales de mayo de 2015 obtuvo dos concejales en el Ayuntamiento de Benidorm, compartiendo escaño con otras cinco fuerzas políticas.
En marzo de 2019 anuncia su retirada de la vida política como consecuencia de problemas en las cuerdas vocales.
Actualmente es Presidenta de la Comisión de Turismo de la Cámara de Comercio de Alicante